# Clinton body count

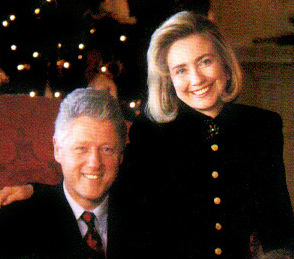
Bill und Hillary Clinton

Als Clinton body count wird eine Verschwörungstheorie bezeichnet, deren Anhänger behaupten, dass der ehemalige US-Präsident Bill Clinton und seine Frau, die ehemalige US-Außenministerin Hillary Clinton, zahlreiche politische Gegner heimlich haben ermorden lassen, oft so, dass es wie Selbstmord aussah, wobei bis zu 50 angebliche Opfer genannt werden. Derartige Anschuldigungen kursieren mindestens seit den 1990er Jahren, als ein von dem ehemaligen Bill-Clinton-Mitarbeiter Larry Nichols produzierter und von dem fundamentalistischen Pastor Jerry Falwell geförderter Film mit dem Titel The Clinton Chronicles Bill Clinton mehrerer Verbrechen, darunter auch Mord, beschuldigte. Die Verschwörungstheorie werde danach häufig von der politischen Rechten in den USA rezipiert und auch von dem republikanischen Präsidenten Donald Trump aufgegriffen. Sie begünstige auch das Entstehen ähnlicher Verschwörungstheorien wie z. B. Pizzagate oder Epstein didn’t kill himself, in denen die Clintons ebenfalls eine Rolle spielen.
Mehrere Quellen haben diese Verschwörungstheorie entkräftet, darunter eine Debatte des US-Kongresses und zahlreiche Medien. Dabei wurde auf detaillierte Sterbeurkunden, den ungewöhnlich großen Kreis von Vertrauten eines Präsidenten und die Tatsache, dass viele der aufgelisteten Personen falsch identifiziert worden waren oder noch lebten, verwiesen. Andere der angeblichen Opfer hatten keine bekannte Verbindung zu den Clintons.

## Geschichte
Die Verschwörungstheorie geht auf die Linda Thompson, eine Anwältin aus Indianapolis zurück, die 1993 eine Liste mit 34 verstorbenen Personen zusammenstellte, die mit den Clintons in Verbindung standen, und betitelte sie mit The Clinton Body Count:Coincidence or the Kiss of Death? Der konservative Politiker William E. Dannemeyer nahm diese Liste und sandte sie an die Führung des US-Kongresses, wo sie diskutiert wurde. The Congressional Record vermerkte: „Thompson gibt zu, dass sie ‚keine direkten Beweise‘ dafür hat, dass Clinton jemanden umgebracht hat. In der Tat sagt sie, dass die Todesfälle wahrscheinlich von ‚Leuten verursacht wurden, die versuchten, den Präsidenten zu kontrollieren‘, aber sie weigert sich zu sagen, wer diese Leute waren.“
Die Verschwörungstheorie verbreitete sich trotz fehlender Beweise und Kritik an ihr in der Presse rasch weiter, u. a. durch den von Larry Nichols 1994 produzierten und von Jerry Falwell geförderten pseudo-dokumentarischen Film The Clinton Chronicles, welcher Bill Clinton verschiedener Verbrechen beschuldigte und ihn mit dem Tod von Vince Foster in Verbindung brachte. Besonders vom Newsmax-Herausgeber Christopher Ruddy wurde die Verschwörungstheorie gefördert, der behauptete, dass US-Präsident Bill Clinton und seine Frau Hillary Clinton mindestens fünfzig ihrer Mitarbeiter und politischen Gegner ermordet haben sollen. In den 2010er Jahren erfuhr die Verschwörungstheorie ein Wiederaufleben, als Hillary Clinton während der Präsidentschaftswahl in den Vereinigten Staaten 2016 für das Präsidentenamt kandidierte und zahlreiche Falschmeldungen im Internet verbreitet wurden.

## Angebliche Opfer

### Don Henry und Kevin Ives
Don Henry und Kevin Ives, zwei Teenager aus Arkansas, wurden am 23. August 1987 getötet und ihre Leichen auf die Bahngleise gelegt. Damals wurde der Tod der beiden als Unfall eingestuft, aber nachdem die Leiche von Kevin Ives exhumiert und eine zweite Autopsie durchgeführt worden war, wurde das ursprüngliche Urteil des Gerichtsmediziners aufgehoben und die Todesursache für Kevin Ives und Don Henry von Unfall auf Mord geändert. Verschiedene Personen, darunter auch Linda Ives, die Mutter von Kevin Ives, behaupteten, dass die Jungen in der Nähe von Mena Drogengeschäfte entdeckt hätten, ähnlich wie bei Barry Seals Operationen, und deshalb ermordet wurden. In den Clinton Chronicles wurde behauptet, dass Bill Clinton während seiner Amtszeit als Gouverneur von Arkansas vom Drogenschmuggel am Flughafen von Mena profitierte und die Umstände des Todes der beiden Teenager vertuscht hätte.

### C. Victor Raiser II
C.Victor Raiser II war Co-Vorsitzender der nationalen Finanzabteilung unter Bill Clinton. Er starb bei einem Flugzeugabsturz zusammen mit seinem Sohn und vier weiteren Personen am 30. Juli 1992, als eine de Havilland Canada DHC-2 Beaver, die er für einen Angelausflug gechartert hatten, in der Nähe von Dillingham, Alaska, abstürzte. Verschwörungstheoretiker behaupteten, dass der Absturz absichtlich herbeigeführt wurde, das National Transportation Safety Board stufte ihn als Unfall ein.

### Mary Mahoney
Mary Mahoney war eine ehemalige Praktikantin im Weißen Haus, die im Frühsommer 1997 bei einem versuchten Raubüberfall in einem Starbucks-Laden im Stadtteil Georgetown von Washington, D.C., wo Mahoney arbeitete, niedergeschossen wurde. Der Räuber betrat den Laden und erschoss Mahoney, nachdem sie versucht hatte, ihm die Waffe abzunehmen. Anschließend erschoss er zwei weitere Starbucks-Angestellte und floh. Verschwörungstheoretiker glauben jedoch, dass Mahoney auf Befehl der Clintons getötet wurde.

### Vince Foster
Der stellvertretende Rechtsberater des Weißen Hauses, Vince Foster, wurde am 20. Juli 1993 im Fort Marcy Park in Virginia, außerhalb von Washington, D.C., tot aufgefunden. Eine Autopsie ergab, dass er an einer Schusswunde im Mund starb, andere Wunden wurden an seinem Körper nicht gefunden. Sein Tod wurde in fünf offiziellen Untersuchungen als Selbstmord eingestuft, aber er bleibt Gegenstand von Verschwörungstheorien, wonach er in Wirklichkeit von den Clintons ermordet wurde, weil er zu viel wusste.

### Jerry Parks
Jerry Parks, Sicherheitschef des Clinton-Hauptquartiers während seiner Präsidentschaftskampagne 1992, wurde am 26. September 1993 beim Verlassen eines mexikanischen Restaurants am Rande von Little Rock, Arkansas, von einem Mann getötet, der zehnmal mit einer 9-mm-Handfeuerwaffe auf ihn schoss. Parks’ Sohn Gary behauptete, dass sein Vater eine geheime Akte über Clintons „Sündenfälle“ angelegt hatte und dass sein Vater diese Akte benutzte, um die Clintons zu erpressen.

### Edward Eugene Willey
Edward Eugene Willey, Jr., war ein Clinton-Spendenbeschaffer, dessen Frau Kathleen Willey im CBS-Nachrichtenmagazin 60 Minutes behauptete, Bill Clinton habe sie am 29. November 1993 sexuell belästigt. Kathleen Willey war auch Zeugin in der Klage gegen Clinton wegen sexueller Belästigung (Paula Jones). Edward wurde tot in den Wäldern von Virginia aufgefunden, und sein Tod wurde als Selbstmord eingestuft.

### Ron Brown
Ron Brown, der während der ersten Amtszeit von Präsident Bill Clinton als Handelsminister tätig war. Davor war er Vorsitzender des Democratic National Committee. Brown wurde im Zusammenhang mit der Kontroverse um die Handelsmissionen des Handelsministeriums von einem unabhängigen Anwalt untersucht und war ein wichtiger Zeuge in der Klage von Judicial Watch gegen das Clinton-Handelsministerium, der zur Aussage aufgefordert worden war. Beim Absturz der CT-43 der kroatischen USAF im Jahr 1996 kamen er und 34 weitere Personen ums Leben.

### Jim McDougal
Jim McDougal, ein Finanzpartner der Clintons bei dem Immobiliengeschäft, das zur Whitewater-Affäre führte. McDougal starb am 8. März 1998 an einem Herzinfarkt in einem Gefängnis in Fort Worth, Texas.

### John F. Kennedy Jr.
John F. Kennedy Jr. war laut Umfragen der beliebteste Demokrat in New York. Nach Angaben von Freunden erwog Kennedy, sich bei den Senatswahlen 2000 in New York um den Sitz des scheidenden Senators Daniel Moynihan zu bewerben, kam aber am 16. Juli 1999 bei einem Flugzeugabsturz ums Leben. Hillary Clinton wurde am 7. November 2000 auf den freigewordenen Sitz von Moynihan gewählt.

### Seth Rich
Der ungeklärte Mord an Seth Rich, einem Mitarbeiter des Democratic National Committee, am 10. Juli 2016 in Washington D.C. veranlasste Verschwörungstheoretiker zu Spekulationen, dass Hillary Clinton seinen Tod inszeniert habe. Die Theorie basierte auf einem entlarvten und später zurückgezogenen Bericht von Fox News, wonach Rich für die Weitergabe von E-Mails verantwortlich gewesen wäre, die zu einer politischen Affäre für die Clinton-Kampagne 2016 führten. Verschiedene Elemente dieser Theorie wurden von Julian Assange und prominenten US-Konservativen wie Alex Jones, Newt Gingrich und Sean Hannity vertreten.

### Victor Thorn
Victor Thorn, ein regierungsfeindlicher Verschwörungstheoretiker und Autor von drei Büchern, in denen er die Clintons der Verwicklung in Mord und Drogenhandel beschuldigte, starb 2016 an einer selbst zugefügten Schussverletzung. Befürworter der Verschwörungstheorie, darunter der politische Berater Roger Stone, behaupteten, Thorn sei wegen seiner Behauptungen über die Clintons ermordet worden.

### Shawn Lucas
Shawn Lucas, ein Gerichtsvollzieher in Washington, D.C., hatte dem Democratic National Committee (DNC) eine Klage von Bernie Sanders zugestellt, in der dieser behauptet, das DNC habe Wahlbetrug begangen, um sicherzustellen, dass Hillary Clinton Sanders bei den Präsidentschaftsvorwahlen der Demokratischen Partei 2016 besiegt. Am 2. August 2016 wurde Lucas tot in seinem Haus aufgefunden. Die Ermittler gaben an, dass der Tod durch eine Drogenüberdosis verursacht wurde. Lucas’ untergeordnete Rolle in der Klage gegen das DNC und die Tatsache, dass seine Todesursache mehrere Monate lang nicht veröffentlicht wurde, führten dazu, dass Gerüchte aufkamen, er sei ermordet worden. Einige versuchten auch, Lucas’ Tod mit dem von Seth Rich in Verbindung zu bringen.

### Jeffrey Epstein
Der verurteilte Sexualstraftäter Jeffrey Epstein, der wegen Kinderhandels inhaftiert wurde, wurde am 10. August 2019 tot in seiner Zelle im Hochsicherheitsgefängnis Metropolitan Correctional Center in Manhattan gefunden. Eine offizielle Autopsie erklärte später die Todesursache als Selbstmord durch Erhängen. Sein Tod führte dazu, dass in den sozialen Medien Verschwörungstheorien verbreitet wurden, insbesondere im Zusammenhang mit Bill Clinton und Präsident Donald Trump, da Epstein mit beiden persönlich bekannt war. Stunden nach Epsteins Tod verbreitete US-Präsident Trump auf Twitter Behauptungen, Epsteins Tod habe mit Clinton zu tun, einschließlich des Hashtags #ClintonBodyCount.

### Mark Middleton
Mark Middleton war ein Geschäftsmann, der in den 1990er Jahren als Sonderberater von Präsident Bill Clinton tätig war. Middleton hatte Verbindungen zu Jeffrey Epstein flog in dessen Privatjet mit. Er starb am 7. Mai 2022 durch Selbstmord in Perry County, Arkansas, wobei eine Schrotflinte in der Nähe seines Leichnams gefunden wurde. Seine Familie wurde nach seinem Tod von Verschwörungstheoretikern belästigt.

### Weitere
Verschwörungstheoretiker von QAnon brachten die Clintons mit den Todesfällen von Kobe Bryant und dem haitianischen Präsidenten Jovenel Moïse sowie zahlreichen weiteren Personen in Verbindung, welche keine Beziehungen zu den Clintons hatten. Nach dem Tod des Epstein-assoziierten Jean-Luc Brunel in einem französischen Gefängnis am 19. Februar 2022 versuchte US-Senator Ted Cruz, Brunels Tod mit den Clintons in Verbindung zu bringen, indem er fragte: „Weiß jemand, wo Hillary dieses Wochenende war?“